# Baltika Stadium
Baltika Stadium é um estádio multiuso situado no enclave russo de Kaliningrado. Sua capacidade atual é de 14.660 lugares.
É o estádio mais antigo da Rússia, tendo sido inaugurado em 1892. Inicialmente chamado Walter-Simon-Platz em homenagem ao seu idealizador. Em 1937, o Partido Nazista da Alemanha, ao descobrir que Walter Simon era judeu, renomeou o estádio para Erich-Koch-Platz. Com o final da Segunda Guerra Mundial e a transferência de Königsberg para a União Soviética, passou a ser chamado Dinamo Stadium, mantido até 1954, quando o Baltika Kaliningrado passou a mandar seus jogos durante 64 anos - em 2018, após a Copa do Mundo da Rússia, a Arena de Kaliningrado substituiu o Baltika Stadium como o novo estádio dos alviazuis.